# Pierre de Bérulle
Pierre de Bérulle (Cérilly, 4 de fevereiro de 1575 — Paris, 2 de outubro de 1629) foi um cardeal e teólogo ascético francês.

## Biografia
Desde a sua juventude, inclusive antes da sua ordenação, consagrou-se à conversão dos protestantes. Escreveu o Discurso sobre a abnegação interior. Após abraçar o sacerdócio, tornou-se capelão de Henrique IV. Juntamente com o Cardeal du Perron e São Francisco de Sales, seguiu seu trabalho de conversão dos huguenotes. Introduziu o Carmelo na França.
Buscou estabelecer nos homens um vínculo de amor com a pessoa de Jesus.
Em 1611, estimulado por São Francisco de Sales, fundou a Sociedade do Oratório na França (Congregatio Oratorii Iesu), destinada à educação do clero, nos mesmos moldes da fundada na Itália por São Filipe de Néri. Esta congregação foi responsável pela reforma do clero francês durante o século XVII.
Participou ativamente da vida pública francesa de sua época. Participou da negociação das núpcias de Carlos I da Inglaterra com a irmã de Luis XIII, Henriqueta Maria de França. Foi ordenado cardeal pelo Papa Urbano VIII, em 1627.
Faleceu enquanto celebrava a Missa, dois anos depois. Deixou diversas obras escritas, que foram reeditadas até dois séculos após sua morte.